# Le'Veon Bell
Le'Veon Bell (Reynoldsburg, 18 februari 1992) is een Americanfootballspeler. Hij speelt als running back bij de Kansas City Chiefs in de National Football League.